# إنعام عبد المجيد
إنعام عبد المجيد (-) إعلامية وممثلة عراقية.

## حياتها
حاصلة على بكالوريوس في الأدب الإنجليزي من الجامعة المستنصرية قسم الترجمة.

## مشوارها المهني
انطلاقتها في مجال الإعلام كانت عام 1998 قدمت العديد من البرامج التلفزيونية، طرحت خلالها مشاكل وهموم العراقيين، داخل العراق وخارجه، عملت في الإعلام خلال إقامتها في السويد درست السينما والإعلام، عينت مديرة لقناة الفيحاء، بدأت التمثيل عام 2009 من خلال عدة أفلام سينمائية وتلفزيونيةخاضت تجربتها الإخراجية الأولى عام 2013 من خلال فيلم شروقعام 2014 رشحت نفسها للإنتخابات النيابية.

## أعمالها

### في التلفزيون
| سنة الإنتاج | اسم المسلسل | الشخصية |
| ----------- | ----------- | ------- |
| 2020        | يسكن قلبي   | بلقيس   |
| 2019        | العرضحالجي  |         |

### في السينما
| سنة الإنتاج | الفيلم     | الشخصية |
| ----------- | ---------- | ------- |
| 2009        | المغني     |         |
| 2013        | شروق       | شروق    |
| 2014        | صمت الراعي |         |

### تقديم البرامج
| سنة الإنتاج | اسم البرنامج         | عرض على      |
| ----------- | -------------------- | ------------ |
| 2019        | صانعات الحياة        | قناة التغيير |
| 2013        | بلا قيود             | قناة الفيحاء |
| 2013        | بعيدا عن الدبلوماسية | قناة الفيحاء |
| 2012        | مقهى الفيحاء         | قناة الفيحاء |